# Куртюга (посёлок)
Куртюга — посёлок в городском округе Сокольский Нижегородской области России.получил свое название из-за реки Куртюга протекающей рядом. На месте деревни было поле, люди часто ходили туда на "покос" из соседних деревень . 
Есть версия что жители деревни Селянцево основали Куртюгу.

## География
Посёлок находится на северо-западе Нижегородской области, в пределах Волжско-Ветлужской низменной равнины, в зоне хвойно-широколиственных лесов, в месте впадения реки Куртюга в Горьковское водохранилище, на расстоянии приблизительно 22 километров (по прямой) к северо-востоку от Сокольского, административного центра округа.

### Климат
Климат характеризуется как умеренно континентальный, с умеренно жарким коротким летом и холодной многоснежной зимой. Средняя температура воздуха самого холодного месяца (января) составляет −12 °C (абсолютный минимум — −46 °С); самого тёплого месяца (июля) — 18,5 °C (абсолютный максимум — 37 °С). Годовое количество атмосферных осадков не превышает 600 мм. Снежный покров устанавливается во второй половине ноября и держится 150—155 дней.

## Население
| 2002 | 2010 |
| ---- | ---- |
| 172  | ↘127 |

### Национальный состав
Согласно результатам переписи 2002 года, в национальной структуре населения русские составляли 96 %.